# Vortex (jazz-rock)
Pour les articles homonymes, voir Vortex.
Vortex est un groupe de jazz-rock français, originaire de Lyon, en Rhône-Alpes, actif entre 1975 et 1980. 

## Biographie
Le groupe est formé en 1973, à Lyon, en Rhône-Alpes, par les frères Jean-Pierre et Jacques Vivante, à l'origine sous le nom Urantia. Le groupe n'a d'abord qu'une envergure locale sur la scène lyonnaise, jouant une musique influencée notamment par Soft Machine et les groupes issus de l'école de Canterbury.
Le groupe se rebaptise Vortex en 1975,. C'est à la fin de cette même année, avec la découverte par les frères Vivante de la musique classique contemporaine, que Vortex évolue vers un style musical plus écrit, moins improvisé, sous les auspices de Stravinsky et Bartók. Un premier album, l'homonyme Vortex, est publié en 1975 à leur propre label, Le Triton, distribué par Muséa, et édité à 1 000 exemplaires. Puis deux ans plus tard, en 1977, ils publient leur album Les Cycles de Thanatos, publié à plus de 3 000 exemplaires. Le groupe se sépare en 1980 après cinq d'activité. Une compilation, Vortex 1975–1979, est publié près de 30 ans plus tard, en 2006.

## Style musical
Pendant son parcours, le style musical de Vortex commence à s'apparenter au mouvement zeuhl, créé par Christian Vander, et peut être comparé à ceux de groupes comme Univers Zéro, Zao, Potemkine, Weidorje, voire Magma. Dans une autre approche, Vortex peut évoquer les genres punk, rock, et hard rock.

## Membres
- Jean-Pierre Vivante — claviers
- Jacques Vivante — basse
- Gérard Jolivet — saxophone
- Christian Boissel — claviers, hautbois, cor anglais
- Jacques Guillot — saxophone
- Jean-Michel Belaich — batterie
- Alain Chaleard — percussions
- Maurice Sonjon — percussions
- François Gérald — batterie

## Discographie
- 1975 : Vortex
- 1977 : Les Cycles de Thanatos
- 2006 : Vortex 1975–1979 (compilation ; réédition des deux albums en un CD) (Le Triton)